# 椋木蓮
椋木 蓮（むくのき れん、2000年1月22日 - ）は、山口県山陽小野田市出身のプロ野球選手（投手）。右投右打。オリックス・バファローズ所属。

## 経歴

### プロ入り前
山陽小野田市立本山小学校1年の時に本山ベアーズで野球を始め、高川学園中学校では高川学園リトルシニアに所属。
高川学園高等学校では2年夏に控え投手としてベンチ入りし、第98回全国高等学校野球選手権大会に出場したが登板はなく、チームも1回戦で敗れた。同年秋からはエースを務めたが、3年夏は山口県大会準々決勝で下関国際に敗れた。1学年上に山野太一がいた。
その後、山野と同じ東北福祉大学に進学。同大学出身の元プロ野球選手である大塚光二が監督を務め、4年間指導を受けていた。主に救援で1年春から公式戦に出場したが、2年になった2019年春に右肩関節唇炎症を発症し、6月に手術を受けた。2020年2月に完治すると、3年秋のリーグ戦ではMVPを受賞した。4年時には自己最速の154km/hを記録するなどエースとして活躍し、2021年9月21日にプロ志望届を提出した。
2021年10月11日に開催されたドラフト会議では、オリックス・バファローズから1位指名を受け、11月5日に契約金1億円プラス出来高5000万円、年俸1600万円（金額は推定）で仮契約を結んだ。背番号は15。担当スカウトは上村和裕。

### オリックス時代
2022年は、春季キャンプ中の2月16日にブルペンで投球していたところ違和感を訴え、左内腹斜筋の筋損傷と診断された。4月に入り投球練習を再開すると、二軍にて4月26日のプロアマ交流戦で実戦デビューを果たし、2イニングを無失点で抑えた。7月7日の埼玉西武ライオンズ戦でプロ初登板、初先発し6イニングを被安打2、7奪三振、無失点に抑えプロ初勝利を挙げた。2試合目の登板となった7月20日の北海道日本ハムファイターズ戦では9回二死までノーヒットに抑えていたが、代打の佐藤龍世にセンター前ヒットを打たれ、1987年の近藤真一（中日）以来2リーグ制後では3人目となるルーキーによるノーヒットノーランを逃した。9月8日の埼玉西武戦に先発したが、2回に右肘の違和感を訴えて緊急降板。9月30日にトミー・ジョン手術を受けたことが発表された。10月17日、リハビリに専念するための育成再契約を前提とした戦力外通告を受けた。11月15日に育成再契約を行い、背番号は127となった。
2023年は、リハビリのためシーズン中の登板はなく、10月に開催されたみやざきフェニックス・リーグで実戦復帰を果たした。
2024年は、春季キャンプから実戦登板を重ね、3月13日に行われた東北楽天ゴールデンイーグルスとのオープン戦では1回無失点と好投し、翌14日に支配下登録されることが発表された。背番号は15に戻った。開幕からウエスタン・リーグ公式戦で順調に登板を重ね、4月20日の中日戦では5回無失点の好投を見せると、同月24日に一軍に合流した。同月27日の対日本ハム戦（エスコンフィールドHOKKAIDO）で597日ぶりに一軍で先発登板するが、初回に自己ワーストとなる4失点を喫し、3回4失点で敗戦投手となり、翌28日に出場選手登録を抹消。約4か月の二軍調整を経て、同年7月以降はリリーフとして登板を重ねて、9月3日に一軍再登録。同月21日の対日本ハム戦（京セラドーム大阪）で1点ビハインドで迎えた9回表に4番手で救援登板し、1回無失点に抑えると、同回裏に逆転サヨナラ勝ちしたため、2年ぶりの勝利投手となった。シーズン通算では10試合に登板、1勝1敗、防御率5.40という成績であった。11月1日に200万円減となる推定年俸1200万円で契約を更改した。

## 選手としての特徴・人物
最速154km/hの直球と鋭く変化するスライダー、カーブ、チェンジアップが武器。その他にもフォーク、カットボール、ツーシームを操る。安定した制球力を持っている。
愛称は大学時代、監督につけられた「ムック」。

## 詳細情報

### 年度別投手成績
| 年 度     | 球 団      | 登 板 | 先 発 | 完 投 | 完 封 | 無 四 球 | 勝 利 | 敗 戦 | セ 丨 ブ | ホ 丨 ル ド | 勝 率 | 打 者 | 投 球 回 | 被 安 打 | 被 本 塁 打 | 与 四 球 | 敬 遠 | 与 死 球 | 奪 三 振 | 暴 投 | ボ 丨 ク | 失 点 | 自 責 点 | 防 御 率 | W H I P |
| --------- | ---------- | ----- | ----- | ----- | ----- | -------- | ----- | ----- | -------- | ----------- | ----- | ----- | -------- | -------- | ----------- | -------- | ----- | -------- | -------- | ----- | -------- | ----- | -------- | -------- | ------- |
| 2022      | オリックス | 4     | 4     | 0     | 0     | 0        | 2     | 1     | 0        | 0           | .667  | 69    | 17.2     | 8        | 0           | 8        | 0     | 1        | 21       | 2     | 0        | 2     | 2        | 1.02     | 0.91    |
| 2024      | オリックス | 10    | 1     | 0     | 0     | 0        | 1     | 1     | 0        | 0           | .500  | 60    | 13.0     | 18       | 0           | 2        | 0     | 1        | 7        | 1     | 0        | 8     | 8        | 5.54     | 1.54    |
| 通算：2年 | 通算：2年  | 14    | 5     | 0     | 0     | 0        | 3     | 2     | 0        | 0           | .600  | 129   | 30.2     | 26       | 0           | 10       | 0     | 2        | 28       | 3     | 0        | 10    | 10       | 2.93     | 1.17    |

- 2024年度シーズン終了時

### 年度別守備成績
| 年 度 | 球 団      | 投手  | 投手  | 投手  | 投手  | 投手  | 投手     |
| 年 度 | 球 団      | 試 合 | 刺 殺 | 補 殺 | 失 策 | 併 殺 | 守 備 率 |
| ----- | ---------- | ----- | ----- | ----- | ----- | ----- | -------- |
| 2022  | オリックス | 4     | 1     | 0     | 0     | 0     | 1.000    |
| 2024  | オリックス | 10    | 0     | 4     | 0     | 0     | 1.000    |
| 通算  | 通算       | 14    | 1     | 4     | 0     | 0     | 1.000    |

- 2024年度シーズン終了時

### 記録
初記録
- 初登板・初先発登板・初勝利・初先発勝利：2022年7月7日、対埼玉西武ライオンズ15回戦（京セラドーム大阪）、6回無失点[13]
- 初奪三振：同上、1回表に源田壮亮から空振り三振[13]

その他の記録
- 9回二死から初安打を許してノーヒットノーランを逃す：2022年7月20日、対北海道日本ハムファイターズ15回戦（京セラドーム大阪）、8回2/3を1安打11奪三振無失点 ※史上23人目25度目、新人史上初[32]

### 背番号
- 15（2022年[9]、2024年3月14日[21] - ）
- 127（2023年[18] - 2024年3月13日）